# Mitsuoka Yuga
El Mitsuoka Yuga (光岡・ユーガ, Mitsuoka Yūga) és un model de la marca d'automòbils japonesa Mitsuoka, produït entre els anys 2000 i 2001. El Yuga va ser desenvolupat sobre la base del Nissan Cube de primera generació (Z10) i amb un aspecte que féra recordar els LTI TX1, més coneguts com els tradicionals taxis londinencs.
El Yuga comptava amb una única motorització derivada del Nissan Cube de 1400 centímetres cúbics, tracció al davant amb una transmissió automàtica de quatre velocitats o tracció total amb una canvi CVT. Els models amb tracció al davant eren comercialitzats com a Royal i els de tracció total com a Deluxe. Alhora que Mitsuoka produïa el Yuga, l'empresa aconseguí la licència de la London Taxis International (LTI) per a comercialitzar el model TX1 al Japó. Quan l'any 2001 Nissan deixà de produir el Cube de primera generació, Mitsuoka va haver de deixar alhora de comercialitzar el Yuga.